# Gvanabenz
Guanabenz (Wytensin) je alfa agonist alfa-2 tipa koji se koristi kao antihipertenzivni lek. On se upotrebljava za tretiranje visokog krvnog pritiska (hipertenzije).
Najčešće nuspojava tomo njegove upotrebe su nesvestica, pospanost, suva usta, glavobolja i slabost.

## Spoljašnje veze
|  | Molimo Vas, obratite pažnju na važno upozorenje u vezi sa temama iz oblasti medicine (zdravlja). |